# Pinaza

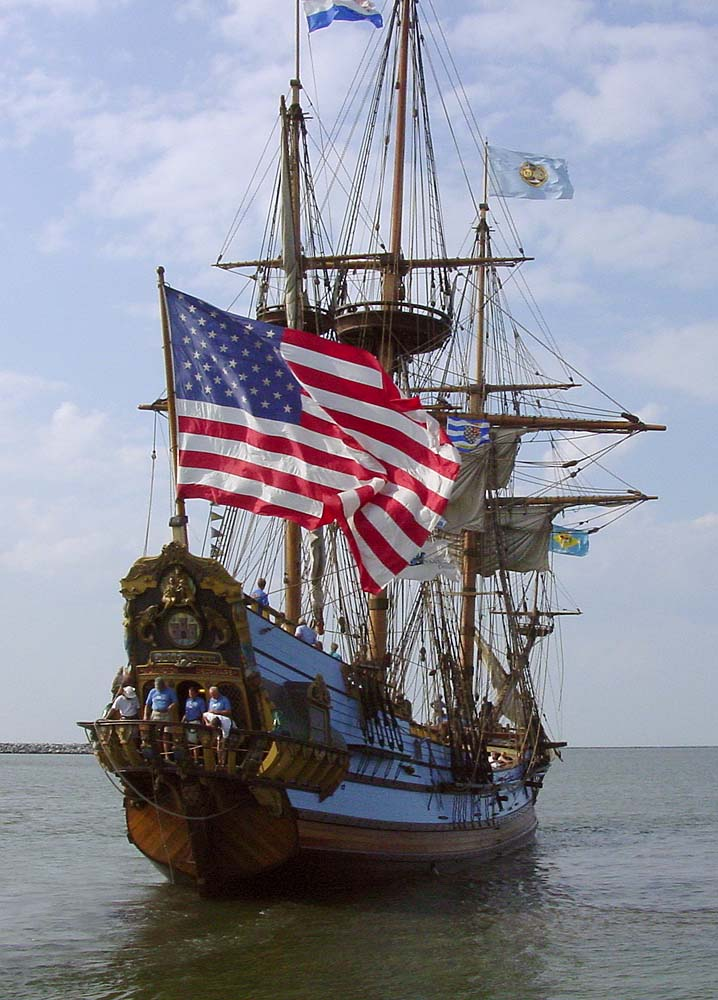
Una réplica estadounidense del barco sueco del Kalmar Nickel, ejemplo de pinaza.

La pinaza era un tipo de embarcación construida totalmente en madera de pino.
Desde el siglo XVI al XVIII la pinaza era una nao de una sola cubierta, popa cuadra y muy poco porte, que arbolaba tres palos: el trinquete con una vela cuadra, el mayor con dos y el de mesana con una vela latina.

## Etimología
La palabra pinaza es originaria del idioma español, de en torno a 1240, de la palabra pino, que es la madera con la que se construye. La palabra pasó al inglés como pinnace desde el francés pinasse.

## Pinazas
Una de las menciones más antiguas es la que aparece en la ley 7.ª del título XXII de las Partidas de Alfonso X el Sabio, donde dice: balener, leno, pinaça, caravela e otros barcos. Por entonces la pinaza era una embarcación pequeña movida a remo y vela y capaz de desarrollar una velocidad considerable, que se empleaba para la pesca, tráfico de cabotaje y vigilancia de puertos y costas. 
La pinaza inglesa Sunne fue el primer buque que se sabe construido en el Astillero Chatham, en 1586. Las pinazas inglesas de la época eran típicamente de unas 100 toneladas, y llevaban de 5 a 16 cañones.
En los combates contra la Armada Invencible los ingleses usaron algunas de estas embarcaciones y precisamente una de ellas, la Disdain, de 80 toneladas, disparó el 21 de julio de 1588 el cañonazo de desafío contra la armada española.
Las pinazas fueron usadas como barcos mercantes, barcos piratas y barcos de guerra. Los piratas la usaron en el Caribe, porque al ser maniobrable y veloz, le daba ventaja sobre barcos mercantes de mayor calado. Esa superior velocidad les permitía huir en caso de ser necesario.[cita requerida]
La construcción holandesa de pinazas fue a comienzos del siglo XVII.[cita requerida]
Por otra parte, en algunos países, la pinaza era la mayor de las embarcaciones auxiliares a bordo de los grandes buques de vela y que se usaba para remolcarlo en las entradas y salidas del puerto.